# 浅野長寔
浅野 長寔（あさの ながざね）は、江戸時代中期の大名。通称は主鈴（しゅれい）。備後国三次藩の第5代（最後）の藩主。夭逝したため官位は受けていない。

## 略歴
第3代藩主・浅野長澄の4男として三次にて誕生。
享保3年（1718年）に父が死去すると兄・長経が家督を相続したが、享保4年（1719年）4月23日に数え年11歳で没した。三次浅野家は無嗣絶家となり除封され、5月11日に所領は浅野本家の安芸広島藩に還付されたが、10月25日に弟・長寔の相続が認められ、三次藩は再興された。ところが長寔は翌年、享保5年（1720年）5月21日に数え年8歳で没したため、三次藩は再び廃藩となり広島藩に再還付され、以後再興されることはなかった。